# 政治過程
政治過程（せいじかてい）とは政治学用語の一つ。これは政治においての決定や、指導者を選出するまでの現実の過程を意味する言葉である。
政治過程を把握しようとなったのは20世紀前半になってからであり、これは論争を伴った状態の主張という形から始まった。それ以前は社会において政治というのは、国家や議会などから制度的、理念的に解釈するというのが一般的であった。その時期は政治というのは世論などといった現実的な展開に即して分析されていたということである。Arthur F. Bentley[[:en:Arthur_F._Bentley]によれば、社会というのは多様な集団の織り成す果てしない圧力と抵抗の過程であるということであり、Arthur|F. Bentleyはその脈絡の中で政治を捉えようとしていた。